# Gueorgui Katcheichvili
Gueorgui Katcheichvili est un joueur d'échecs géorgien né le 10 février 1977 à Tbilissi.
Au 1er février 2020, il est le troisième joueur géorgien avec un classement Elo de 2 582 points.

## Biographie et carrière
Grand maître international depuis 1977, Katcheichvili a remporté le championnat de Géorgie en 1997 et 2006. Lors des championnats d'Europe individuels Il finit 21e en 2002 avec 7,5 points sur 13 et 35e en 2003. Grâce à ces résultats, il se qualifia pour le Championnat du monde de la Fédération internationale des échecs 2004 à Tripoli en Libye où il fut éliminé au premier tour par Vassílios Kotroniás.
En 2006, il remporta le World Open de Philadelphie aux États-Unis.
Katcheichvili représenta la Géorgie lors de trois olympiades (2000, 2004 et 2006). Il participa à cinq championnats d'Europe par équipe, remportant deux médailles individuelles (argent en 1997 et or en 2003) et une médaille de bronze par équipe (en 2003). Lors du championnat d'Europe par équipe de 2003, il réalisa la troisième meilleure performance de la compétition avec 6,5 points sur 8.

## Contribution à la théorie desouvertures
Dans son ouvrage The Kaufman Repertoire For Black And White : A Complete, Sound and User-friendly Chess Opening Repertoire, Larry Kaufman porte au crédit de Katcheichvili d'avoir popularisé la variante suivante de la défense est-indienne : 1. d4 Cf6 2. c4 g6 3. Cc3 Fg7 4. e4 d6 5. Cf3 0-0 6. Fe2 e5 7. 0-0 Cc6 8. d5 Ce7 9. Ce1 Cd7 10. Fe3 f5 11. f3 f4 12. Ff2 g5 13. Tc1 Cg6 14. Cb5, qui, selon Kaufman, « est presque une réfutation » de la ligne principale de cette défense.